# كيليان ياكوب
كيليان ياكوب (بالألمانية: Kilian Jakob) هو لاعب كرة قدم ألماني، ولد في 25 يناير 1998 في باد نوينار-آرفايلر في ألمانيا. لعب مع نادي آوغسبورغ.

## وصلات خارجية
- كيليان ياكوب على موقع قاعدة بيانات كرة القدم.إي يو (الإنجليزية)
- كيليان ياكوب على موقع عالم كرة القدم.نت (الإنجليزية)